# Risa Yoshiki
Risa Yoshiki (吉木 りさ, Yoshiki Risa) est un modèle glamour, actrice, célébrité, et chanteuse au Japon. Elle est née le 27 juillet 1987 à Funabashi au préfecture de Chiba. Elle a sorti deux singles, sept DVD, et apparaît régulièrement à la télévision et à la radio.

## Apparitions à la télévision

### Variété
- DOWN TOWN DX
- Tensai! Shimura Dōbutsuen (2011)

### Drama
- Tokusou Sentai Dekaranger (2004) épisodes 3, 4
- Hataraki Man (2007)
- Teen Court (2012)
- Tokumei Sentai Go-Busters (2012)

## Scène
- VISUALIVE Persona 4 (2012)

## Radio
- GEKIDAN SAMBA CARNIVAL
- DJ Tomoaki’s Radio Show! : Assistant, 3 apparitions
- The Nutty Radio Show OniOni : Assistant mercredi (2010-présent)
- Yoshiki Risa no Enjoy Driving Sunday (Avril-Juin 2011)
- Dengeki Taishō (Octobre 2011 - présent)

## Publicités
- DMM.com

## DVD
Vidéos images
- Yoshiki Risa Koi (2004)
- mitu＊mitu (2011)
- kako (2011)

## Livres photo
- Heaven (2011)
- RISA MANIA (2011)

## Discographie
- Poche (comme yoshiki*lisa) - publié le 28 mars 2012